# Bulbophyllum elegantius
Bulbophyllum elegantius là một loài phong lan thuộc chi Bulbophyllum.